# 京橋花月劇団PLAYERS
京橋花月劇団ＰＬＡＹＥＲＳ(京橋花月よる芝居劇団)は、京橋花月で行われている「芝居」を中心に活躍する劇団。平成21年(2009年)に行われたオーディションで選ばれたメンバーで活動している。平成22年(2010年)3月に旗揚げ公演を行った。

## メンバー
(五十音順)
新居里彩(あらい りさ、1989年7月25日 - )
- 兵庫県出身
- 2009年9月よる芝居 西川忠志Project第1弾「はじめまして」
- 2010年3月よる芝居 京橋花月よる芝居劇団第一回公演「THE PLAYERS」

金澤芳江(かなざわ よしえ、1978年8月10日 - )
- 宮崎県出身
- 2010年3月よる芝居 ｢茂造 ～閉ざされた過去・完結編～」
- 2010年3月よる芝居 京橋花月よる芝居劇団第一回公演「THE PLAYERS」

川嵜めぐみ(かわさき めぐみ、1981年11月7日 - )
- 大阪府出身
- 2009年9月よる芝居 西川忠志Project「はじめまして」
- 2010年3月よる芝居 京橋花月よる芝居劇団第一回公演「THE PLAYERS」
- 2010年4月よる芝居 「列車と雨」

小竹佑典(こたけ ゆうすけ、1984年2月29日 - )
- 京都府出身
- 2009年9月よる芝居 西川忠志Project第1弾「はじめまして」
- 2009年11月よる芝居 「ロボチチ」 (川下大洋 作・演出)
- 2010年3月よる芝居 「茂造 ～閉ざされた過去・完結編～」
- 2010年3月よる芝居 京橋花月よる芝居劇団第一回公演「THE PLAYERS」

斎藤晋介(さいとう しんすけ、1983年10月8日 - )
- 滋賀県出身
- 2010年3月よる芝居 京橋花月よる芝居劇団第一回公演「THE PLAYERS」

田坂理絵(たさか りえ、1981年2月9日 - )
- 香川県出身
- 2009年9月よる芝居 西川忠志Project第1弾「はじめまして」
- 2009年11月よる芝居 「ロボチチ」 (川下大洋 作・演出)
- 2010年3月よる芝居 「茂造 ～閉ざされた過去・完結編～」
- 2010年3月よる芝居 京橋花月よる芝居劇団第一回公演「THE PLAYERS」

富樫世羅(とがし せいら、1990年11月27日 - )
- 兵庫県出身
- 2009年9月よる芝居 西川忠志Project第1弾「はじめまして」
- 2009年11月よる芝居 川下大洋 作・演出 「ロボチチ」
- 2009年12月よる芝居 桜 稲垣早希主演「mrkr,ktkr.－メリクリ、キタコレ。－」
- 2010年3月よる芝居 京橋花月よる芝居劇団第一回公演「THE PLAYERS」

成山あづさ(なりやま あづさ、1985年12月15日 - )
- 大阪府出身
- 2009年9月よる芝居 西川忠志Project第1弾「はじめまして」
- 2009年11月よる芝居 川下大洋 作・演出 「ロボチチ」
- 2010年3月よる芝居 「茂造 ～閉ざされた過去・完結編～」
- 2010年3月よる芝居 京橋花月よる芝居劇団第一回公演「THE PLAYERS」

平本茜子(ひらもと あかね、1983年1月22日 - )
- 山口県出身
- 2009年9月よる芝居 西川忠志Project第1弾「はじめまして」
- 2009年11月よる芝居 川下大洋 作・演出 「ロボチチ」
- 2010年3月よる芝居 京橋花月よる芝居劇団第一回公演「THE PLAYERS」脚本・出演
- 2010年4月よる芝居 「列車と雨」

帽子屋お松(ぼうしや おまつ)
- 生年月日、出身地共に非公開
- 2010年3月よる芝居 「茂造 ～閉ざされた過去・完結編～」出演予定
- 2010年3月よる芝居 京橋花月よる芝居劇団第一回公演「THE PLAYERS」出演
- 2010年4月よる芝居 「列車と雨」

昌美(まさみ、1980年1月11日 - )
- 兵庫県出身
- 2009年9月よる芝居 西川忠志Project第1弾「はじめまして」
- 2009年10月よる芝居 トミーズ健 主演「髭を剃るムスメ」
- 2009年12月よる芝居 桜 稲垣早希主演「mrkr,ktkr.－メリクリ、キタコレ。－」
- 2010年3月よる芝居 京橋花月よる芝居劇団第一回公演「THE PLAYERS」

ますみ(1987年10月5日 - )
- 石川県出身
- 2010年3月よる芝居 「茂造 ～閉ざされた過去・完結編～」
- 2010年3月よる芝居 京橋花月よる芝居劇団第一回公演「THE PLAYERS」
- 2010年4月よる芝居 「列車と雨」演出助手

水澤美帆(みずさわ みほ、1983年9月5日 - )
- 兵庫県出身
- 2009年9月よる芝居 西川忠志Project第1弾「はじめまして」
- 2010年3月よる芝居 京橋花月よる芝居劇団第一回公演「THE PLAYERS」
- 2010年4月よる芝居 「列車と雨」演出助手

南志保(みなみ しほ、1984年3月27日 - )
- 兵庫県出身
- 2009年9月よる芝居 西川忠志Project第1弾「はじめまして」
- 2009年10月よる芝居 トミーズ健主演「髭を剃るムスメ」
- 2009年11月よる芝居 川下大洋 作・演出 「ロボチチ」出演・演出助手
- 2009年12月よる芝居 桜 稲垣早希主演「メリクリ、キタコレ。-mrkr,ktkr.-」演出助手
- 2010年3月よる芝居 「茂造－閉ざされた過去・完結編－」演出助手・出演
- 2010年3月よる芝居 京橋花月よる芝居劇団第一回公演「THE PLAYERS」

綿田大(わただ だい、1979年12月30日 - )
- 東京都出身
- 2009年9月よる芝居 西川忠志Project第1弾「はじめまして」
- 2009年10月よる芝居 時代劇コメディ「よいではないか7」
- 2010年3月よる芝居 京橋花月よる芝居劇団第一回公演「THE PLAYERS」

## 公演作品
2010年（平成22年）3月28日 京橋花月よる芝居劇団第一回公演「THE PLAYERS」